# Селезнёв, Юрий Иванович
Ю́рий Ива́нович Селезнёв (15 ноября 1939, Краснодар — 16 июня 1984, Берлин) — советский литературный критик и литературовед, достоевист.

## Биография
Родился 15 ноября 1939 года в Краснодаре.
В 1966 году окончил историко-филологический факультет Краснодарского педагогического института. Работал преподавателем русского языка для иностранных студентов.
В 1973—1975 годах — аспирант Литинститута. Под руководством С. И. Машинского защитил кандидатскую диссертацию «Поэтика пространства и времени романов Ф. М. Достоевского» в Институте мировой литературы АН СССР.
В «толстых» журналах дебютировал статьёй «Зачем жеребёнку колёсики?» («Молодая гвардия», 1973, № 8).
В 1976—1981 годах работал главным редактором серии «ЖЗЛ». Заместитель главного редактора журнала «Наш современник» (1981—1982), уволен после публикаций А. Г. Кузьмина и В. Н. Крупина, раскритикованных за русский национализм.
После крушения карьеры Селезнёв был принят в качестве преподавателя на Высшие литературные курсы при Литинституте, которые в 1983 возглавил поэт Валентин Сорокин. Несмотря на давление партийных кураторов, он не отказался помочь опальному критику.

Могила Селезнёва Ю.И.

Умер 16 июня 1984 года после инфаркта. Похоронен на Кунцевском кладбище.

## Награды и премии
- премия Ленинского комсомола (1977) — за произведения, отображающие идейно-нравственное становление молодого современника.

## Отзывы
- «Многие статьи и все книги Юрия Селезнёва были событием в критике 70—80-х годов XX века, вызывали жаркие и долгие споры, эхо которых периодически звучит и в последние два десятилетия» («Литературная Россия», 26.09.2008)[3].
- «Прекрасно знавший русскую, да и не только русскую литературу, серьёзный специалист по Достоевскому, он чувствовал себя „дома“ и во многих других областях культуры. Люди, близко с ним общавшиеся, помнят о его обширных, иногда неожиданных, познаниях в области русской истории, фольклора, о его интересе к старой и новой живописи, музыке, к отдельным проблемам археологии, лингвистики» (Сергеев В. Сердечный поклон)[4].
- Замечательные отзывы о Юрие Селезневе давал Вадим Кожинов, они были, вместе с рецензиями других критиков, опубликованы в газете «Литературная Россия»[5].

## Книги
- Вечное движение. М. 1976.
- В мире Достоевского. М.: Современник, 1980. — (Библиотека "Любителям российской словесности").
- Достоевский. М.: Молодая гвардия, 1981. — (Жизнь замечательных людей).
- Мысль чувствующая и живая. М. 1982.
- Василий Белов. М. 1983.
- Златая цепь. М. 1985.
- Глазами народа. М. 1986.
- Память созидающая. М. 1987.